# Те Рангихаеата
Те Рангихаеата (англ. Te Rangihaeata; 1780-е годы — 18 ноября 1855) — вождь племени Нгати Тоа, племянник знаменитого вождя и военачальника Те Раупарахи. Сыграл главную роль в инциденте в Уаирау (1843) и кампании в долине Хатт (1846).

## Ранняя жизнь
Родился около 1780 года в Кавхиа. Его отец Те Ракахереа был военным вождём племени нгати-тоа и погиб в битве при Хингакаке с племенами уаикато и нгати-маниапото. Его мать была старшей сестрой Те Раупарахи, крупного маорийского племенного вождя (рангатира). Те Рангихаеата был помощником своего дяди Те Раупарахи в покорении различных маорийских племен, проживавших на территории современных регионов Веллингтон, Нельсон и Марлборо.

## Мушкетные войны
Те Рангихаеата получил известность во время межплеменных войн, известных в истории как Мушкетные войны. В 1819 году во время возвращения из рейда в проливе Кука племя Нгати Тоа столкнулось с племенем нгати-апа около посёлка Туракина, в окрестностях Буллса. В ходе последующих боёв вождь Те Рагихаеата был взят в плен и вынужден был жениться на дочери вражеского вождя. Вскоре племя нгати-тоа вернулось на свои исконные владения. Здесь нгати-тоа столкнулись с враждебными племенами уаикато и нгати-маниапото. В течение длительного племенам находились в состоянии войны. Те Рангихаеата руководил успешной обороной, пока его дядя Те Раупараха вёл дипломатические переговоры, чтобы спасти своё племя. Племя Нгати Тоа вынуждено было переселиться в район Парапарауму и побережье Капити. Впоследствии нгати-тоа завоевали большую часть этого региона и северные районы Южного острова.
Эти захватнические племенные войны стали источником многих конфликтов и недоразумений, когда в Новой Зеландии появились европейские колонисты (пакеха), которые стали скупать у маори местные земли.
Вождь Те Рангихаеата первоначально не выступал против колонистов. Он принимал у себя китобоев и торговцев, не препятствовал деятельности христианских миссионеров. Он высоко оценивал технологии европейцев и вёл с ними торговлю. В дальнейшем Те Рангихаеата понял опасность, которую создавали колонисты для коренного населения — маори и их традиций. Несмотря на это, он пытался избежать открытого конфликта с переселенцами.

## Уаирау
Когда в 1843 году колонисты из Нельсона под руководством Артура Уэйкфилда заняли спорную долину Уаирау, вожди Те Раупараха и Те Рангихаеата посетили Нельсон и поняли сложившуюся обстановку. Те Рангихаеата пообещал, что он убьёт любого переселенца, который попытается захватить земли местных маори. Несмотря на это, маорийские вожди были готовы следовать юридическим процедурам пакеха и дождаться решения уполномоченного по земельным искам, Уильяма Спейна. Но нельсонские колонисты поспешили и отправили землемеров на спорный земельный участок. Воины Те Рангихаеаты заставили землемеров прекратить свои работы и вернуться в Нельсон.
В ответ колонисты из Нельсона отправили вооружённую группу в Уаирау, чтобы арестовать вождей Те Раупараху и Те Рангихаеату. Между маори и колонистами вспыхнула короткая перестрелка. Около десятка колонистов было убито, а остальные бежали или сдались в плен к маори. Среди пленных оказались Артур Уэйкфилд и Генри Томсон, лидеры нельсонских колонистов. Во время боя погибло несколько маори, в том числе одна из жен Те Рагихаеаты, которая также была дочерью вождя Те Раупарахи. По требованию Те Рангихаеаты все пленные колонисты были убиты.
Этот инцидент стал известен как Резня в Уаирау. Британская колониальная администрация оправдало действия маори и объявило, что поселенцы из Нельсона действовали незаконно.

## Долина Хатт
Аналогичная ситуация возникла примерно через три года в долине реки Хатт в окрестностях Веллингтона. Английские поселенцы продолжали силой и хитростью захватывать маорийские земли. После нескольких лет активной иммиграции и прибытия контингентов английских войск поселенцы оказались в гораздо более сильной и выгодной позиции по отношению к местному населению — маори.
Вождь Те Рангихаеата оказался втянут в очередной конфликт с белыми колонистами. Маори стали разорять фермы и имущество поселенцев на спорном земельном участке, но никто из колонистов не был убит или ранен. Но поселенцы не поняли предупреждение и вскоре вступили в новый конфликт с маори (Кампания в долине Хатт).
Если бы племена маори объединились, то последующая история Новой Зеландии мог сложиться по-другому. Те Рангихаеата, имевший под своим командованием около трёхсот человек, вступил в борьбу против англичан, имевших численное и военное преимущество. Губернатор Новой Зеландии Джордж Грей объявил военное положение и увеличил численность гарнизонов. На сторону англичан перешли атиава и другие племена маори. Кроме того, англичане арестовали влиятельного вождя Те Раупараху, дядю Те Рангихаеаты. Те Рангихаеата со своими людьми построил крепость (па) возле Порируа и успешно отражал атаки англичан и их союзников. Затем он отступил через болота в Poroutawhao, где стал вне досягаемости правительства. После этого военные действия закончились.

## Поздняя жизнь
Те Рангихаеата проживал на острове Мана до своей смерти от кори 18 ноября 1855 года. Существуют противоречивые рассказы об этом периоде, что он яростно сопротивлялся попыткам проникновения пакеха в эту зону и, кроме того, он примирился с британским губернатором Джорджем Греем. В старости он курировал строительство дорог в его владениях, финансированное правительством.